# Octocannoides ocellata
Octocannoides ocellata is een hydroïdpoliep uit de familie Octocannoididae. De poliep komt uit het geslacht Octocannoides. Octocannoides ocellata werd in 1932 voor het eerst wetenschappelijk beschreven door Menon. 